# Zweites Eisenbahnpaket
Das Zweite Eisenbahnpaket ist ein am 23. Januar 2002 von der Europäischen Kommission vorgeschlagenes Maßnahmenpaket des europäischen Eisenbahnrechts, um den Schienenverkehr wieder zu beleben. Die darin enthaltenen Maßnahmen stützen sich auf die Leitlinien des Verkehrsweißbuches und sollen die Sicherheit, die Interoperabilität im Schienenverkehr und den Marktzugang im Bereich des Schienengüterverkehrs verbessern. Ferner schlägt die Kommission darin die Errichtung einer europäischen Eisenbahnagentur vor, die die technischen Arbeiten in den Bereichen Sicherheit und Interoperabilität leiten soll.